# Maytenus
Maytenus är ett släkte av benvedsväxter. Maytenus ingår i familjen Celastraceae.

## Dottertaxa tillMaytenus, i alfabetisk ordning[1]
- Maytenus acanthophylla
- Maytenus agostinii
- Maytenus alaternoides
- Maytenus andicola
- Maytenus angustifolia
- Maytenus apiculata
- Maytenus apurimacensis
- Maytenus aquifolium
- Maytenus ardisiifolia
- Maytenus basidentata
- Maytenus belizensis
- Maytenus blepharodes
- Maytenus boaria
- Maytenus boarioides
- Maytenus brasiliensis
- Maytenus buxifolia
- Maytenus calzadae
- Maytenus cardenasii
- Maytenus cassineformis
- Maytenus cassinoides
- Maytenus catingarum
- Maytenus cestrifolia
- Maytenus chiapensis
- Maytenus chubutensis
- Maytenus clarendonensis
- Maytenus communis
- Maytenus comocladiiformis
- Maytenus corei
- Maytenus coriacea
- Maytenus crassipes
- Maytenus cuezzoi
- Maytenus curranii
- Maytenus cuzcoina
- Maytenus cymosa
- Maytenus dasyclada
- Maytenus disticha
- Maytenus distichophylla
- Maytenus domingensis
- Maytenus duqueana
- Maytenus durifolia
- Maytenus ebenifolia
- Maytenus eggersii
- Maytenus ekmaniana
- Maytenus elaeodendroides
- Maytenus elliptica
- Maytenus elongata
- Maytenus erythrocarpa
- Maytenus erythroxylon
- Maytenus evonymoides
- Maytenus ficiformis
- Maytenus flagellata
- Maytenus floribunda
- Maytenus glaucescens
- Maytenus gonoclada
- Maytenus grenadensis
- Maytenus grisea
- Maytenus guatemalensis
- Maytenus guyanensis
- Maytenus haitiensis
- Maytenus harrisii
- Maytenus horrida
- Maytenus hotteana
- Maytenus huberi
- Maytenus imbricata
- Maytenus insculpta
- Maytenus itatiaiae
- Maytenus jamaicensis
- Maytenus jamesonii
- Maytenus jefeana
- Maytenus jelskii
- Maytenus kanukuensis
- Maytenus karstenii
- Maytenus krukovii
- Maytenus laevis
- Maytenus laurina
- Maytenus laxiflora
- Maytenus lineatus
- Maytenus littoralis
- Maytenus loeseneri
- Maytenus longifolia
- Maytenus longipes
- Maytenus longistipitata
- Maytenus lucayana
- Maytenus macrocarpa
- Maytenus macrophylla
- Maytenus maestrensis
- Maytenus magellanica
- Maytenus manabiensis
- Maytenus matudae
- Maytenus mayana
- Maytenus meguillensis
- Maytenus meridensis
- Maytenus micrantha
- Maytenus microcarpa
- Maytenus microphylla
- Maytenus monticola
- Maytenus mornicola
- Maytenus myricoides
- Maytenus myrsinoides
- Maytenus neblinae
- Maytenus novogranatensis
- Maytenus oblongata
- Maytenus obtusifolia
- Maytenus ocoensis
- Maytenus officinalis
- Maytenus opaca
- Maytenus parvifolia
- Maytenus patens
- Maytenus pavonii
- Maytenus pittieriana
- Maytenus planifolia
- Maytenus ponceana
- Maytenus pruinosa
- Maytenus pseudoboaria
- Maytenus purpusii
- Maytenus pustulata
- Maytenus quadrangulata
- Maytenus radlkoferiana
- Maytenus recondita
- Maytenus reflexa
- Maytenus repanda
- Maytenus retusa
- Maytenus revoluta
- Maytenus reynosioides
- Maytenus rigida
- Maytenus robusta
- Maytenus robustoides
- Maytenus rupestris
- Maytenus salicifolia
- Maytenus samydiformis
- Maytenus saxicola
- Maytenus schippii
- Maytenus schumanniana
- Maytenus segoviarum
- Maytenus sieberiana
- Maytenus splendens
- Maytenus sprucei
- Maytenus staminosa
- Maytenus stipitata
- Maytenus subalata
- Maytenus suboppositifolia
- Maytenus tetragona
- Maytenus tikalensis
- Maytenus truncata
- Maytenus tunarina
- Maytenus urbaniana
- Maytenus urquiolae
- Maytenus wendtii
- Maytenus versluysii
- Maytenus verticillata
- Maytenus williamsii
- Maytenus virens